# NGC 6718
NGC 6718 este o galaxie situată în constelația Păunul. A fost descoperită în 23 iunie 1835 de către John Herschel. Se află la o distanță de 59,14 de megaparseci de Pământ.